# Dragó de cua d'espina menor
El dragó de cua d'espina menor (Strophurus spinula), és una espècie de dragó de la família Diplodactylidae, endèmica d'Austràlia.

## Taxonomia
El nom específic spinula és la denominació en llatí per a «espina petita», fent referència al fet que les seves espines de cua són comparativament petites: una característica que la distingeix de l'Strophurus assimilis ('gecko de cua espinosa de Goldfields').
Inicialment, l'espècie es va assignar com a part de la població de Strophurus assimilis. No obstant això, un estudi de 2023 basat en proves moleculars va trobar que es tractava d'una espècie parapàtrica diferent, per la qual cosa es va descriure com una de nova.

## Descripció
L'espècie arriba a una longitud de 40,8 a 61,2 mil·límetres i la cua conforma entre el 47,8 i el 64,8% de la seva mida. El seu color corporal és majoritàriament gris, amb marques més fosques a la superfície dorsal i un dibuix ondulat a la vora dorsolateral. Els tubercles engrandits estan disposats en un parell de línies paral·leles que recorren la superfície dorsal a banda i banda de la línia mitjana dorsal, sovint trencades a intervals regulars de longitud. En els exemplars vius, l'iris mostra patrons reticulats i està envoltat per un anell de color marró ataronjat.

## Distribució i hàbitat
L'espècie es troba a les zones del sud d'Austràlia Occidental, principalment als boscos de les Terres de Mulga, així com en mallees i arbustos d'acàcia i eucaliptus. A Rosemont, en una plana al·luvial salina amb matolls haplòfits, es va recollir un exemplar.